# Pardela-de-bico-preto
A pardela-de-bico-preto ou pardela-de-barrete (Ardenna gravis) é uma ave marinha pertencente à família Procellariidae. Tem a plumagem castanha e branca, com um característico barrete preto e o bico preto.
Esta ave nidifica em ilhas nos hemisfério sul. Ocorre no Atlântico norte como visitante não nidificante, principalmente no final do Verão e no início do Outono, mas é pouco frequente junto à costa. É considerada ave visitante no Brasil pelo Comitê Brasileiro de Registros Ornitológicos, que adotou o nome vernáculo de pardela-de-barrete.

## Subespécies
A espécie é monotípica (não são reconhecidas subespécies).